# بورجوس، ساردینیا
بورجوس (به ایتالیایی: Burgos) یک کومونه در ایتالیا است که در استان ساساری واقع شده‌است.

## خصوصیات
بورجوس ۱۸٫۳ کیلومترمربع مساحت و ۱٬۰۲۳ نفر جمعیت دارد.